# وارتان گریگوریان
وارتان گریگوریان (به ارمنی: Վարդան Գրիգորեան) (زاده ۸ آوریل ۱۹۳۴ در تبریز – درگذشته ۱۵ آوریل ۲۰۲۱ در نیویورک) دانشگاهی، آموزگار و مورخ ارمنی-آمریکایی زاده ایران بود. وارتان گریگوریان خود را «شهروند جهان» می‌دانست.

## آغاز زندگی
وارتان گریگوریان در ۱۹ فروردین ۱۳۱۳ در تبریز از پدر و مادری ارمنی زاده شد. هنگامی که وارتان شش سال داشت مادر ۲۶ ساله او به دلیل سینه‌پهلو درگذشت. پدر وارتان در شرکت نفت ایران و انگلیس در شهر آبادان کار حسابداری می‌کرد و بیشتر اوقات دور از خانه بود. از همین رو بزرگ کردن وارتان و خواهرش بر عهده مادربزرگ مادری آنها افتاد.

## تحصیل
وارتان گریگوریان تحصیلات ابتدایی را در مدرسه مموریال تبریز به پایان رساند. او وقت آزاد خود را در کتابخانه آمریکایی تبریز می‌گذراند. سپس با پیشنهاد کنسولگری آن هنگام فرانسه در تبریز و با پشتیبانی یکی از کسبه محلی (عینک‌ساز) برای دریافت گذرنامه، برای تحصیلات متوسطه به لبنان رفت. پدر وارتان موافق رفتن او از ایران نبود. وارتان گریگوریان در هنگام تحصیل در کالج ارمنیان بیروت با زبان‌های فرانسوی و انگلیسی نیز به خوبی آشنا شد. پس از پایان تحصیلات با توصیه رئیس وقت جامعه کمک به ارمنیان در لبنان تصمیم به ادامه تحصیل در ایالات متحده آمریکا گرفت. او درخواست پذیرش برای تحصیلات تکمیلی را به دو دانشگاه استنفورد و دانشگاه کالیفرنیا، برکلی فرستاد و موفق به گرفت پذیرش از هر دو دانشگاه شد. به دلیل آنکه نامه پذیرش استنفورد را زودتر دریافت نموده بود این درخواست را پذیرفت.
وارتان گریگوریان هنگامیکه می‌خواست از لبنان به آمریکا برود در فرودگاه نیویورک بلیتش به سانفرانسیسکو را گم کرد. او تلاش کرد که موضوع را به مأمور بلیت توضیح دهد اما آن مأمور در آغاز با خواسته وارتان مخالفت کرد. اما پس از مدتی نظر مأمور تغییر کرد و پاکت خالی بدون بلیت وارتان را مُهر زد ولی به او گفت تا در هنگام توقف و پیش از رسیدن به مقصد از هواپیما خارج نشود تا کسی متوجه موضوع نشود. وارتان گریگوریان همیشه خود را مدیون آن مأمور فرودگاه می‌دانست که با کمک خود زندگی وارتان را دگرگون کرد. او بعدها تلاش کرد آن مأمور را پیدا کند اما موفق نشد. در عوض تلاش کرد تا با آوردن خاطره آن مأمور در کتاب خود از وی سپاسگزاری کند.
وارتان در سال ۱۹۵۶ وارد دانشگاه استنفورد شد و در سال ۱۹۶۴ دکترای خود را در رشته‌های تاریخ و علوم انسانی در این دانشگاه به پایان رساند. عنوان پایان‌نامه وی «سنت‌گرایی و مدرنیسم در افغانستان» بود.

## زندگی حرفه‌ای

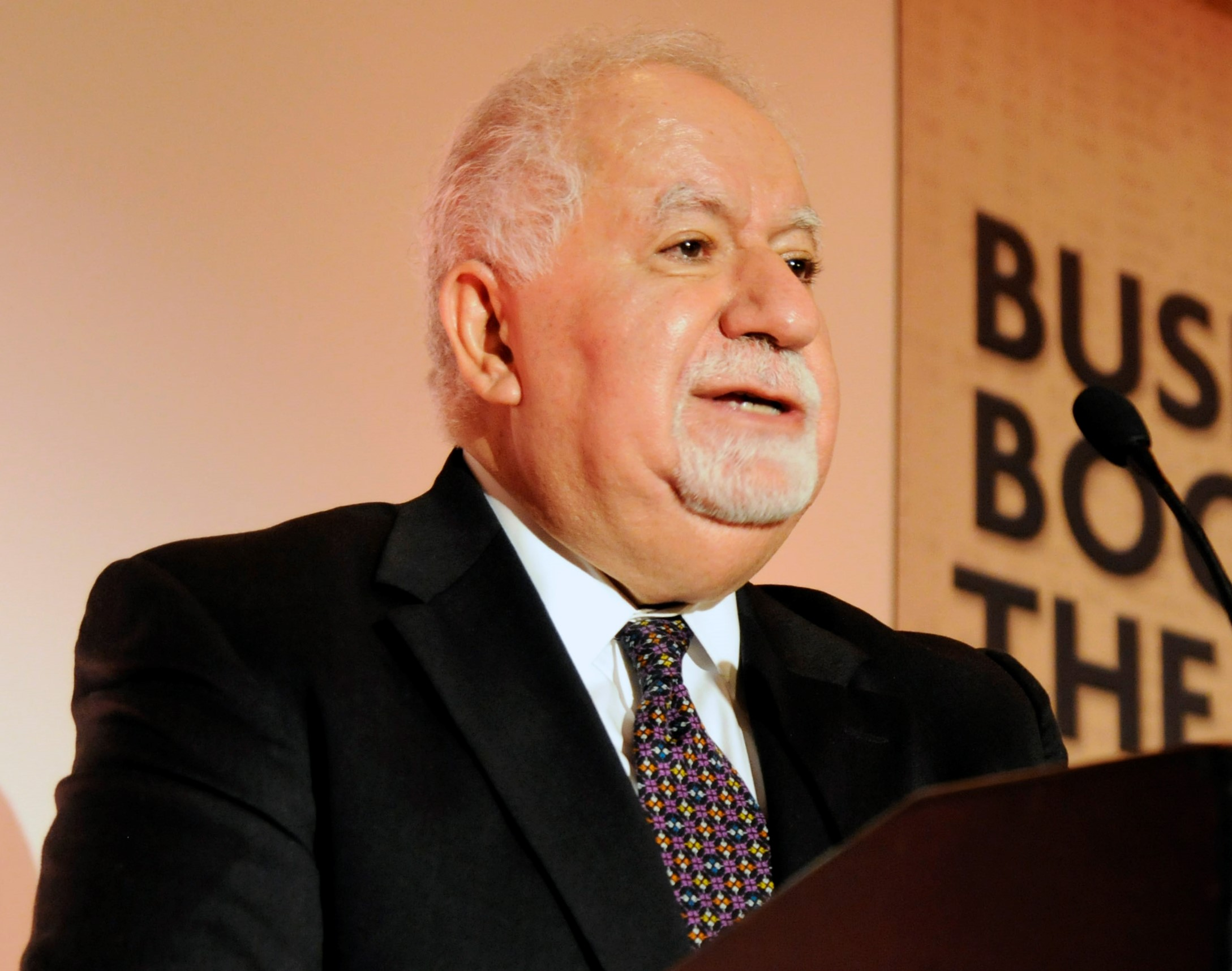
وارتان گریگوریان. سال ۲۰۱۰.

وارتان گریگوریان می‌خواست برای آموزش در دبیرستان به بیروت بازگردد اما گرفتن بورس تحصیلی از بنیاد فورد بورسیه برای آموزش و توسعه مناطق خارجی راه زندگی او را تغییر داد. پس از آن، در دانشگاه ایالتی سان فرانسیسکو، دانشگاه تگزاس در آستین و دانشگاه ایالتی پنسیلوانیا به آموزش پرداخت. وارتان گریگوریان از سال ۱۹۷۴ در دانشگاه پنسیلوانیا در تگزاس به عنوان بنیان‌گذار رئیس گروه هنر و علوم کار کرد و در آن دانشگاه بود که روش‌های استخدام و جذب بودجه را آموخت.
وی همچنین پیشینه تدریس در کالج سانفرانسیسکو (۱۹۶۲–۱۹۶۸)، دانشیار دانشگاه کالیفرنیا، لس آنجلس (برای مدتی کوتاه)، دانشگاه تگزاس در آستین (که در سال ۱۹۷۲ لقب استادی خود را از همان‌جا دریافت نمود) و دانشگاه پنسیلوانیا را دارد.
گریگوریان از ۱۹۸۱ تا ۱۹۸۹ ریاست کتابخانه عمومی نیویورک را برعهده داشت که در آن دوران موفق به پایدار کردن مالی این نهاد و بازیابی اهمیت فرهنگی آن شد. او با این کار، در نیویورک و سراسر آمریکا به چهره‌ای سرشناس بدل شد.
وارتان پس از آن از سال ۱۹۸۹ تا ۱۹۹۷ ریاست دانشگاه براون در ایالت رود آیلند را بر عهده داشت. او در بازیابی مالی این دانشگاه نیز کامیاب بود و در یک کارزار پنج ساله ۵۳۴ میلیون دلار درآمد جذب کرد. او مقدار وقف را از ۴۰۰ میلیون دلار به یک میلیارد دلار رساند و بورسیه‌های دوره کارشناسی را دو برابر کرد. همچنین ۲۷۰ عضو هیئت علمی تازه استخدام کرد ۹۰ عنوان استادی تازه تعریف کرد و ساختمانی برای زندگی دانشجویان ساخت.
وارتان گریگوریان از سال ۱۹۹۷ تا هنگام مرگ عنوان ریاست بنیاد کارنگی را بر عهده داشت. وی در این مدت، کارزارهای بسیاری برای آموزش، مهاجرت، صلح و امنیت جهانی به راه انداخت.

## درگذشت

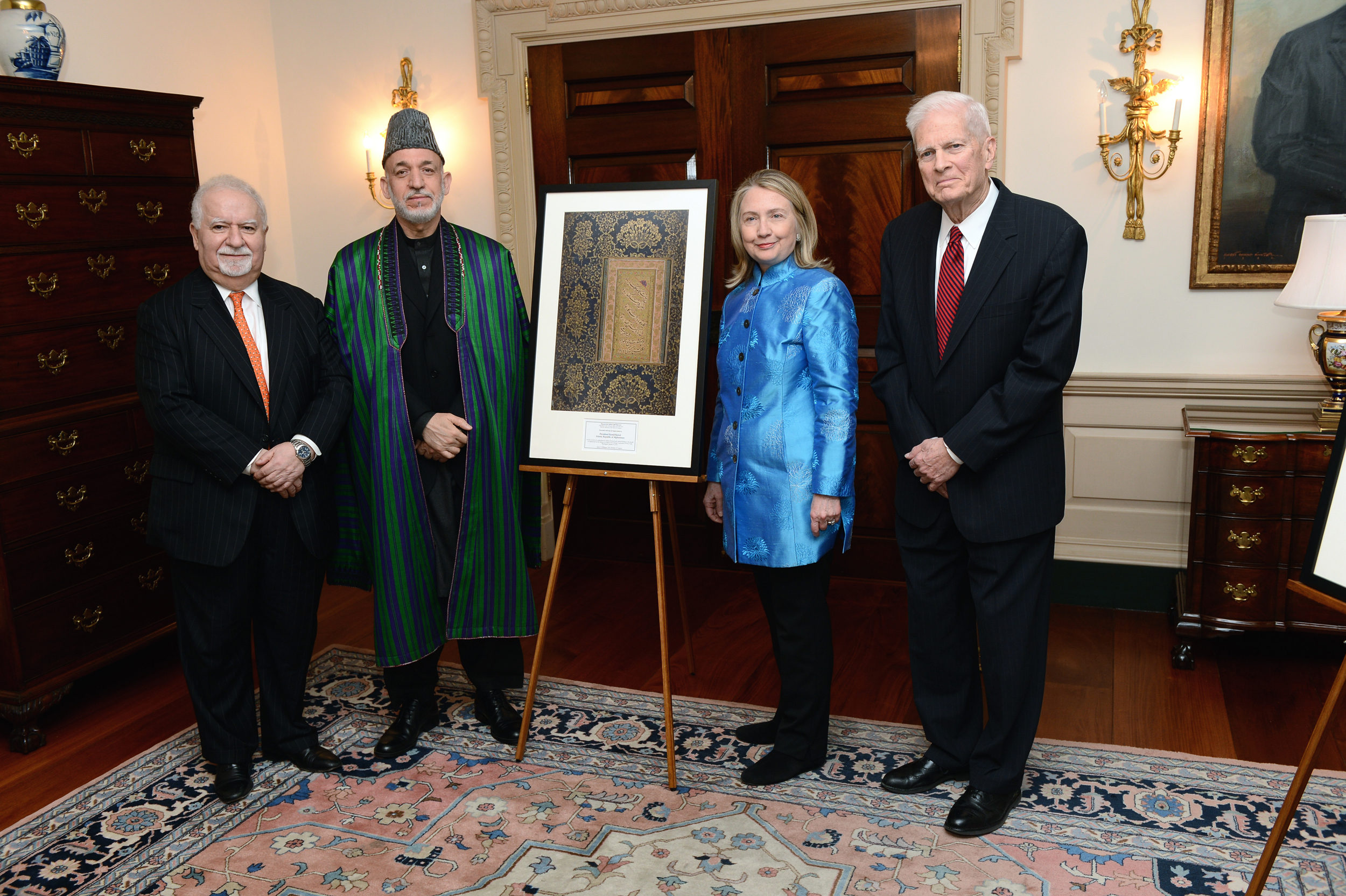
گریگوریان به همراه هیلاری کلینتون وزیر امور خارجه و حامد کرزی در مراسم اهدای هدیه بنیاد کارنگی به مردم افغان

وارتان گریگوریان در روز ۱۵ آوریل ۲۰۲۱ پس از بستری شدن در بیمارستان درگذشت.

## نوشته‌ها
- کتاب ظهور افغانستان مدرن: سیاست‌های اصلاحی و مدرنیزاسیون ۱۹۴۰–۱۸۸۰

## جوایز
- نشان ملی انسانیت (۱۹۹۸)
- نشان افتخار آزادی رئیس‌جمهوری (۲۰۰۴)
- ریاست کمیسیون رئیس‌جمهوری برای اعطای بورسیه کاخ سفید (۲۰۰۹)
- جوایز از بسیاری کشورهای دیگر از جمله ارمنستان، فرانسه، ایتالیا، اتریش، و پرتغال